# Thomas Ignatius Maria Forster

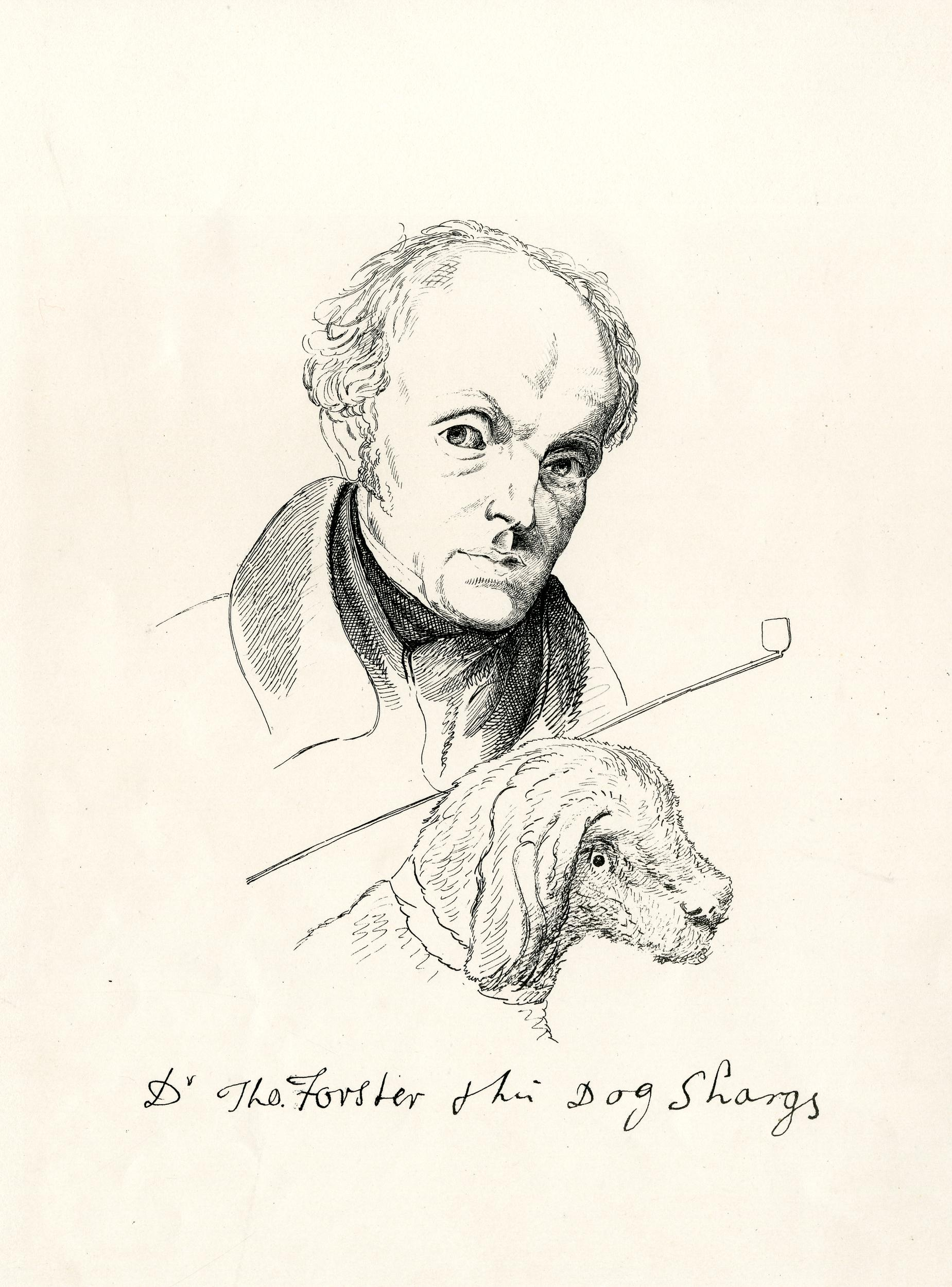
Thomas Ignatius Maria Forster

Thomas Ignatius Maria Forster (* 9. November 1789 in London; † 2. Februar 1860 in Brüssel) war ein englischer Naturforscher.

## Leben und Wirken
Forster war der älteste Sohn des Botanikers Thomas Furley Forster (1761–1825). Er war Privatgelehrter und führte vor allem astronomische und meteorologische Untersuchungen aus.
Forster war Mitglied der Royal Astronomical Society.

## Schriften (Auswahl)
- Reflections on the Destructive Operation of Spirituous Liquors. London 1812.
- Researches about atmospheric phenomena. London 1813 (Digitalisat).
  - 2. Auflage, Baldwin, Cradock, and Joy, London 1815 (Digitalisat).
  - 3. Auflage, Harding, Mavor, and Lepard, London 1823 (Digitalisat).
- Observations on a new system of phrenology, or the anatomy and physiology of the brain, of Drs. Gall and Spurzheim. In: The Philosophical magazine and journal. Band 45, Nr. 201, 1815, S. 44–50 (Digitalisat, doi:10.1080/14786441508638384).
  - Sketch of the new anatomy and physiology of the brain and nervous system of Drs. Gall and Spurzheim […]. London [1815] (Digitalisat).
- A synoptical catalogue of British birds; intended to identify the species mentioned by different names in several catalogues already extant. Forming a book of reference to Observations on British ornithology. Nichols, Son, and Bentley, London 1817 (Digitalisat).
- Somatopsychonoologia. Showing that the proofs of body life and mind considered as distinct essences cannot be deduced from physiology but depend on a distinct sort of evidence. R. Hunter, London 1823 (Digitalisat) – als „Philostratus“.
- Pocket Encyclopedia of Natural Phenomena. Nach den Manuskripten seines Vaters. 1826.
- Beobachtungen ueber den Einfluss des Luftdruckes auf das Gehör. Frankfurt 1835.
- Observations sur l’influence des Cometes. 1836.
- Pan, a Pastoral. Brüssel 1840.